# Daphnella arcta
Daphnella arcta é uma espécie de gastrópode do gênero Daphnella, pertencente à família Raphitomidae.